# Eudo Dapifer
Eudo FitzHubert de Ries, también Eudo de Rie, más conocido como Eudo Dapifer (c. 1047-20 de marzo de 1120), fue un noble caballero anglonormando que sirvió como stewart (o consejero senescal) de Guillermo el Conquistador, Guillermo Rufus y Enrique I de Inglaterra. Era el cuarto hijo de Hubert de Ryes y Albreda de Harcourt (de Préaux, c. 1027-1052), una hija de Onfroi de Vieilles. No se sabe si luchó en la batalla de Hastings, pero tras la conquista de Inglaterra recibió diversos señoríos: veinticinco en Essex, siete en Hertfordshire, uno en Berkshire, doce en Bedfordshire, nueve en Norfolk y diez en Suffolk. Sucedió a Guillermo FitzOsbern tras su renuncia, tanto por los deméritos de su padre Hubert como por los suyos propios, Guillermo accedió de inmediato a petición de FitzOsbern que partió a Normandía. Durante diecisiete años gozó del favor de su soberano. 

## Guillermo Rufus
Su asistencia al moribundo Conquistador en Ruán fue fundamental para asegurar la corona a Guillermo Rufus, a quien acompañó a Inglaterra y, mediante sus gestiones, obtuvo de Guillermo de Pontarcy las llaves del tesoro de Winchester, donde se depositaban las insignias reales y el dinero. Desde allí, se dirigió rápidamente a Dover y comprometió al gobernador del castillo bajo juramento solemne de no cederlo a nadie sin su consejo.
Consiguió asegurar Pevensey, Hastings y otras fortalezas marítimas de la misma manera, fingiendo que el rey, cuya muerte aún se rumoreaba en secreto, permanecería más tiempo en Normandía y deseaba tener garantías sólidas de la seguridad de sus castillos en Inglaterra por parte de él mismo, su entonces mayordomo. De regreso a Winchester, anunció públicamente la muerte del Conquistador; así, mientras los nobles consultaban en Normandía sobre la sucesión, Guillermo II, gracias a la astucia política de Eudo, fue proclamado rey de Inglaterra. Su servicio fue siempre apreciado por Rufus, a quien conservó durante todo su reinado, y en 1096/7 fundó la Iglesia de San Pedro en Colchester. Él mismo colocó la primera piedra, Rohese, su esposa, la segunda, y Gilbert de Clare, I conde de Hertford, hermano de Rohesia, la tercera.

## Enrique I de Inglaterra
Eudo fue uno de los testigos de la carta de coronación de Enrique, emitida poco después de su coronación en agosto de 1100. Eudo también fue testigo real del tratado entre Enrique y su hermano Roberto Curthose en 1101. En 1103, el yerno de Eudo, Guillermo de Mandeville, sufrió la confiscación de tierras, que posteriormente le fueron otorgadas a Eudo. El castigo probablemente se debió a que permitió que Ranulf Flambard escapara de la Torre de Londres en 1101. Además, Enrique I destituyó a Guillermo de Mandeville como condestable de la Torre de Londres y nombró a Eudo para el cargo. Tras la muerte de Rufus, el nuevo rey Enrique siempre sospechó que Eudo podría ser partidario de su hermano Roberto Courteheuse. Sin embargo, posteriormente se reconcilió con él y lo visitó agonizante en su castillo de Préaux, aconsejándole sobre la disposición de sus bienes temporales. A su abadía de Colchester, donde deseaba ser enterrado, legó cien libras, su anillo de oro con un topacio, una copa vertical y una tapa adornada con láminas de oro, su caballo y una mula, y además de las tierras con las que la había dotado al fundarla, le otorgó su señorío de Brightlingsea.
Murió en Préaux, Normandía, a principios de 1120. Su cuerpo fue trasladado a Inglaterra y, según el deseo expresado en su testamento, fue enterrado en Colchester, el 20 de marzo de 1120.

## Herencia
Se casó con Rohese de Clare (c. 1067-1121), una hija de Richard fitz Gilbert. Fruto de esa relación nació una hija y heredera, Margarita de Mandeville (de Rie, c. 1076-1130), que sería esposa de Otuel de Avranches (m. 1120), un hijo de Hugo de Avranches; y en segundas nupcias con Guillermo de Mandeville (m. 1116).
Algunas fuentes aseguran que murió sin descendencia y que todas sus posesiones fueron a engrosar las arcas del rey.